# Barbodes sunieri
Barbodes sunieri är en fiskart som först beskrevs av Weber och De Beaufort, 1916.  Barbodes sunieri ingår i släktet Barbodes och familjen karpfiskar. Inga underarter finns listade.